# Heterophasia capistrata
Heterophasia capistrata là một loài chim trong họ Leiothrichidae.